# Tito Yupanqui (Bolivie)
Ne doit pas être confondu avec Francisco Tito Yupanqui.
Tito Yupanqui est une localité du département de La Paz en Bolivie située dans la province de Manco Kapac. Sa population s'élevait à 773 habitants en 2001.